# Dichromodes aristadelpha
Dichromodes aristadelpha är en fjärilsart som beskrevs av Oswald Beltram Lower 1903. Dichromodes aristadelpha ingår i släktet Dichromodes och familjen mätare. Inga underarter finns listade i Catalogue of Life.